# PTT Group
PTT Public Company Limited o simplemente PTT (en tailandés: ปตท) es una empresa estatal de petróleo y gas que cotiza en bolsa en el estado de Tailandia. Anteriormente conocida como Petroleum Authority of Thailand, posee extensos gasoductos submarinos en el Golfo de Tailandia, una red de terminales de GLP en todo el reino, y participa en la generación de electricidad, productos petroquímicos, exploración y producción de petróleo y gas, y venta minorista de gasolina.
Las compañías afiliadas incluyen PTT Exploration and Production, PTT Global Chemical, PTT Asia Pacific Mining, y PTT Green Energy.
PTT es una de las corporaciones más grandes del país y también la única compañía de Tailandia que figura en lista de compañías de Fortune Global 500. La compañía se ubica en el puesto 81 entre los 500 principales en Fortune 500 y 180 en Forbes 2000.

## Finanzas
Para 2016, PTT PCL reportó ingresos de 1,737,148 millones de baht, ingresos netos de 94,609 millones de baht, activos de 2,232,331 millones de baht y un patrimonio total de 762,948 millones de baht.
Los 15 directores de PTT fueron compensados con 14.9 millones de baht en asignaciones para reuniones en 2016, más 38.7 millones de baht en bonos. El salario del presidente y CEO para el año fue de 30.6 millones de baht más un bono de 9.6 millones de baht.: 137–138  La compañía en 2016 empleó 4,616 (PTT) y 24,680 en subsidiarias.: 139 : 140 La compensación total para los empleados de PTT en 2016, excluyendo a la alta dirección, fue de 9,651 millones de baht.: 140 

## Operaciones
En 2012, PTT compró el 55 por ciento restante de Sakari Resources, un operador de minas de carbón de Singapur.
En 2012, PTT Exploration and Production (PTTEP) se hizo cargo de Cove Energy PLC, que tenía una participación del 8,5 por ciento en un enorme campo de gas natural en la costa de Mozambique.
La compañía opera 58 estaciones minoristas en Filipinas y planea agregar 15-20 gasolineras adicionales en Luzón y Bisayas, en la provincia de Cebú.
PTT Public Company Limited y Pertamina, la compañía petrolera estatal de Indonesia, se asociaron para construir un nuevo complejo petroquímico en Indonesia por un costo estimado de US$ 4–5 mil millones.